# ورزشگاه نیو آدانا
ورزشگاه نیو آدانا (ترکی استانبولی: Yeni Adana Stadyumu) ورزشگاه مخصوص فوتبال است که در منطقه ساریچام آدانا، ترکیه واقع شده‌است. این ورزشگاه ظرفیت ۳۳٬۵۴۳ تماشاگر را دارد و ‌کاملاً سرپوشیده است. این ورزشگاه در ۱۹ فوریه ۲۰۲۱ افتتاح گردید.